# موگندورف (شهر اتریش)
موگندورف (به آلمانی: Muggendorf) یک منطقهٔ مسکونی در اتریش است که در ناحیه وینر نوی‌اشتات-لاند واقع شده‌است. موگندورف ۵۰٫۹۳ کیلومتر مربع مساحت دارد ۴۵۰ متر بالاتر از سطح دریا واقع شده‌است.